# Manga LNG
Manga LNG OY  är en finländskt samriskföretag som äger Manga LNG-terminal för mottagning och distribution av flytande naturgas i Röyttä i Torneå.
Manga LNG-terminal togs i full drift 2019. Den levererar framför allt flytande naturgas till Outokumpu Abp:s närliggande Torneå stålverk, Svenskt Stål AB:s stålverk i Brahestad samt kraftvärmeverk tillhörande EPV Energy Oy. Ägare är Outokumpu (45%), SSAB (25%), Gasum (25%) och EPV Energy (5%). Den finländska staten stöttade investeringen med ett finansiellt bidrag. 
Terminalen är (2022), med en lagringskapacitet på 50 000 m³, den största mottagningsterminalen för flytande naturgas i Norden.